# 滑翔机站
滑翔機站（羅馬化：Planernaya）是莫斯科地鐵塔甘卡－紅普列斯尼亞線的一個車站。此站不應與此站以北7公里、設於莫斯科－聖彼得堡鐵路的滑翔機車站混淆。此站在1975年12月30日通車。

## 外部連結
- metro.ru （页面存档备份，存于）
- mymetro.ru
- KartaMetro.info （页面存档备份，存于） — Station location and exits on Moscow map (English/Russian)